# سیارک ۴۸۵۹
سیارک ۴۸۵۹ (به انگلیسی: 4859 Fraknoi، نامگذاری:1986TJ2) چهار هزار و هشتصد و پنجاه و نهمین سیارک کشف شده‌است که در ۷ اکتبر ۱۹۸۶ کشف شد.
قدر مطلق سیارک برابر ۱۳٫۱۰ است.